# Brian Scully
Brian Scully, geboren in West Springfield, is een Amerikaans scenarioschrijver en producer. Hij heeft geschreven voor The Simpsons en Complete Savages. Als producer werkte hij bij de The Drew Carey Show en The Pitts. Hij is de broer van een mede-Simpsons schrijver, Mike Scully. Scully werd in 2008 schrijver en producent van Family Guy. 

## Geschreven

### Simpsons
- Lost Our Lisa
- Sunday, Cruddy Sunday
- Make Room for Lisa

### Family Guy
- I Dream of Jesus

- Library of Congress Control Number: no2016058968
- Virtual International Authority File: 48146331843818691362
- WorldCat: E39PBJt43xG4m3MGFQtJ4wpkjC